# Tidningen Re:public
Tidningen Re:public, tidigare Public Service och Re:public Service, var en svensk kulturtidskrift som startades 2005 och lades ned 2019.
Tidningen grundades av en grupp journalister och fotografer som saknade ett forum för ”dokumentära reportage” i text och bild. Vid starten bestod kärnredaktionen av Ira Mallik, Anders Birgersson och Rasmus Malm. På senare år och fram mot nedläggningen drevs Re:public av Anna Fröjd, Christopher Holmbäck, Carlos Zaya, Julia Lundberg, Johanna Lagerfors, Alexander Mahmoud, Moa Karlberg, Malin Ringsby och Christian Williamsson.
Tidningen har uppmärksammats av flera medier i Sverige. I samband med tidningens "Kunglig bröllopsspecial", nr 16, 2010, som tillkom med anledning av kronprinsessparets bröllop, gjorde en tysk TV-kanal ett inslag från releasen, där de medverkande konstnärerna Liv Strömquist, Göran Greider, Makode Linde, Aase Berg och Carl Johan De Geer med flera ställde ut och läste specialskrivna verk.

## Sveriges enda dokumentär på papper
Det första numret utkom i januari 2005. Tidningen presenterades då som ”en dokumentär på papper om det som händer nu – i Sverige och i världen. Om människor, musik och kulturfenomen.”  Medverkade gjorde bland andra Mustafa Can, Rasmus Fleischer, Jesper Huor, Nina Ramsby, Anna-Maria Sörberg, Lars Tunbjörk och flera andra journalister och fotografer.
Tidningen har också fungerat som en plantskola för nya talanger – även musiker, som spelat på Re:publics releasefester.

## Bildtidning och fotofestival
Mellan 2008 och 2010 kom Re:public ut som bildnummer en gång om året, i samband med bokmässan i Göteborg. 2008 och 2009 gjordes tidningen i det stora, gamla dagstidningsformatet broadsheet. I samband med bildnumren arrangerades internationell fotofestival på Södra teatern i Stockholm, med utställningar, föreläsningar och fest.
I dubbelbildnumret 17-18, 2010, medverkade den Oscars-belönade, brittiske krigskorrespondenten Tim Hetherington med ett bildreportage om en amerikansk trupp i Afghanistan . Hetherington kom också till Stockholm i oktober 2010 för Re:publics fotofestival på Södra Teatern.
Det senaste bildnumret nådde prenumeranterna den sista veckan i maj 2013.

## Namnstrid med Sveriges Radio
På sidan 67 i Re:public Service nr 3, 2006, annonserade tidningen för en auktion under rubriken ”Public Service till salu!" I annonsen syns också ett faksimil av utgivningsbeviset från Patent- och registreringsverket. Auktionen skulle hållas på Tradera med start kl 12 den 10 maj 2006.
Bakgrunden var följande. Tidningen hette inledningsvis Public Service. Men efter det första numret, i januari 2005, meddelade Sveriges Radio, genom sin advokatbyrå Groth & Co, att man ämnade stämma tidningen om den inte bytte namn. Redaktionen såg sig inte ha råd att dras in i en rättsprocess mot Sveriges Radio, och lade därför till prefixet Re:. När nr 3 av tidningen kom ut hette den därför Re:public Service.
Flera andra medier rapporterade om den ovanliga namnstriden på auktion.[källa behövs] Länge såg det ut som att det var tv-kanalen Axess, som skulle ta hem namnet med ett bud på 15 000 kr. Åtta minuter innan auktionen stängde dök emellertid en ny budgivare upp: Sveriges Radio. När tiden var ute och Tradera stängde auktionen hade SR:s programredaktör Kerstin Brunnberg ropat in rätten att starta en tidskrift med namnet Public Service för 143 300 kr. Senare samma dag lär hon ha ringt Re:public Service redaktion och gratulerat till pengarna.

## REVA
Linda Starks reportage från Re:public nr 26, 2012, om polisens metoder inom projektet REVA, Rättssäkert och effektivt verkställighetsarbete - markerade inledningen på en av senare års[när?] större samhälleliga debatter i Sverige. För tidningen Sydsvenskan berättade Linda Stark hur reportaget kom till.

## Uppmärksammade[av vem?]reportage
Hem till byn (nr 33–34, 2014) av Alexander Mahmoud, ett 12-sidigt reportage som bland annat handlar om att anpassa sig i ett rasistiskt samhälle – med utgångspunkt i Grimslöv, platsen där Mahmoud växte upp. Texten är skriven i dagboksform och blev nominerad till Stora journalistpriset 2015 i klassen Årets berättare. 
Drömmen om frystorkade lik (nr 27, 2013) av Annika Hamrud och Fredrik Persson, ett 12 sidor långt reportage om löftet om en ekologisk begravningsprocess, Promession.
Det enda de pratar om är rädslan för polisen (nr 26, 2012) av Linda Stark, ett reportage om polisens nya metod för att hitta och avvisa papperslösa – Reva.
Blodsbröder (nr 17-18, 2010) av Tim Hetherington och Therese Christiansson, ett 12 sidor långt bildreportage om en trupp amerikanska soldater i Afghanistan.
Kunglig Bröllopsspecial (nr 16, 2010) Re:public bjöd in konstnärer som tidigare tackat nej till att medverka i Stockholm stads offentliga hyllningsutställning inför kronprinsessans bröllop. Medverkade gjorde bland andra Liv Strömquist, Göran Greider, Aase Berg, Makode Linde, Carl Johan De Geer och Hop Louie.
Vapenhyckleriet (nr 15, 2009) en 20 sidor lång granskning av Saab och den svenska vapenexporten. Innehöll bland annat en opinionsundersökning som avslöjade att 55 procent av svenskarna helt vill förbjuda vapenexport.
Svensk Terror (nr 4, 2006) ett helt nummer tillägnat svensk terrorbekämpning, terroristanklagade och svenska terrorist-wannabes – inklusive ett utklippbart terror-sällskapsspel.
Rädslans rike (nr 2, 2005) av Joanna Kurosz och Pieter ten Hoopen, ett 14 sidor långt reportage om Uzbekistan.